# Nicole Ari Parker
Nicole Ari Parker Kodjoe (Baltimore, Maryland, 7 de octubre de 1970), también conocida como Nikki Kodjoe, es una actriz y exmodelo estadounidense. Parker es conocida por su papel como Becky Barnett en la película de 1997 Boogie Nights y como la abogada Teri Joseph en la serie de Showtime, Soul Food, que transcurrió desde 2000 hasta 2004.

## Primeros años
Parker nació en Baltimore, Maryland. Es hija única de sus padres divorciados, la profesional Susan Parker y el dentista Donald Parker. A los 17 años, ganó el premio de Mejor Actriz en una competencia en la secundaria de Maryland. Se graduó con un título en 1993.

## Carrera
A principios de su carrera, apareció en varias películas independientes como The Incredibly True Adventure of Two Girls in Love, Boogie Nights, 200 Cigarettes y la película ganadora en el Festival de Cine de Sundance en 1999, The Adventures of Sebastian Cole. Protagonizó con su esposo, el modelo y actor Boris Kodjoe, en la sitcom Second Time Around..
Después de una lista de trabajos (incluyendo en una heladería), y pequeños papeles, se le ofreció a Parker un papel en Soul Food. En Soul Food, mostró su voz en varios episodios. Parker también tuvo una aparición como invitada en CSI: Crime Scene Investigation, interpretando a una cantante. Interpretó el papel de Stephanie en la película Divas. En 1996 en el telefilme Rebound: The Legend of Earl "The Goat" Manigault y también tuvo un papel en la película de 1998, Exiled: A Law & Order Movie. Trabajó junto a Martin Lawrence en dos de sus películas: De ladrón a policía y Welcome Home Roscoe Jenkins. Parker también estuvo en una obra llamada Un tranvía llamado Deseo, en el papel de Blanche DuBois.
Parker fue la actriz protagonista del piloto Secret Lives of Husbands and Wives, y luego un papel recurrente en Revolution. En 2014, protagoniza como regular en la serie de TNT, Murder in the First, junto a Taye Diggs y Kathleen Robertson.

## Vida personal
Parker se relacionó con el actor Joseph Falasca en marzo de 2001. Su matrimonio duró solo ocho meses; se divorciaron ese año. Se casó con el coprotagonista de Soul Food Boris Kodjoe el 21 de mayo de 2005, en Gundelfingen, Alemania. Dio a luz a su primera hija, una niña, Sophie Tei-Naaki Lee Kodjoe, el 5 de marzo de 2005. Sophie tiene espina bífida, que le fue diagnosticada al nacer. Parker dio a luz a su segundo hijo, Nicolas Neruda Kodjoe, un niño, el 31 de octubre de 2006 en Atlanta, Georgia. La familia vive en Atlanta.
Parker es un miembro activo del partido demócrata.